# Magyarország 1945–1956 között
Magyarország 1945–1956 között azt a korszakát élte, amely az ország második világháborús befejezésének aktusától az 1956-os forradalomig tartott. Magyarország 1945-ös szovjet kézre kerülése után idővel totalitárius sztálinista diktatúra épült ki az országban Rákosi Mátyás vezetésével, mely az 1956-os forradalom kitörésével ért véget.

## Az Ideiglenes Nemzetgyűlés megalakítása
1944. december 2-án Szegeden alakult meg a Magyar Nemzeti Függetlenségi Front, amelyben részt vett a Magyar Kommunista Párt, a Magyarországi Szociáldemokrata Párt, a Nemzeti Parasztpárt, a Független Kisgazda-, Földmunkás- és Polgári Párt, a Polgári Demokrata Párt, valamint a szakszervezetek képviselői.
1944. december 14-én Debrecenben alakult meg az Ideiglenes Nemzetgyűlés Előkészítő Bizottsága. Egy héttel később összeült az Ideiglenes Nemzetgyűlés (elnöke: Zsedényi Béla), rá egy napra bejelentették az Ideiglenes Nemzeti Kormány (elnöke: Dálnoki Miklós Béla) megalakulását. Újabb egy hét után a kormány hadat üzent Németországnak. Az ideiglenes kormány legfontosabb intézkedései a szovjetekkel kötött fegyverszüneti megállapodás, illetve a március 17-én elrendelt földreformrendelet volt.

## A II. világháború lezárása, az ország állapota
Magyarország az 1945. január 20-án aláírt fegyverszüneti megállapodás szerint újra elveszítette területeinek jelentős részét. A trianoni határokon belüli terület embervesztesége (halottak, hadifoglyok, sebesültek, elhurcoltak) 400-900 ezer fő volt. Elpusztult vagy elrabolták a nemzeti vagyon 40%-át, megsemmisült 30 ezer, súlyos sérüléseket szenvedett 48 ezer budapesti lakás. A közlekedés veszteségei is drámaiak voltak: felrobbantották a Duna és a Tisza összes hídját, elpusztult a vasúti sínhálózat 40%-a, a gyárak 90%-át érte kár. A rablásoknak és rekvirálásoknak esett áldozatul a szarvasmarha-állomány 44%-a, a lóállomány 56%-a, a sertésállomány 59%-a.
A külkereskedelem mértéke az 1944-es 1753 millió magyar pengőről a következő évre 3,7 millió pengőre zuhant. A nemzeti jövedelem 1943-44-ben 5214 millió, 1945-46-ban 2541 millió pengő volt. A magyar pengő inflációja 1945–46-ban a történelem eddig ismert legnagyobb hiperinflációja lett.
1950-ben a háború előtti helyzethez hasonlóan az ország 3222 települése közül 1486 községben még nem volt áramszolgáltatás, amely az ország akkori lakosságának egy ötödét tette ki, csak a települések 53,9 százalékába jutott el a villamosenergia-szolgáltatás.
Magyarország elektromos energiatermelése 1949-ben 2200 millió kilowattóra volt, amit az akkori tervek szerint előbb 4270, majd 6050 kilowattórára kívántak fejleszteni.
A gazdaság krízishelyzetét a súlyos veszteségek mellett fokozta, hogy a Szovjetunió felé 1945 - 1953. január 20 között 200 milliárd USD jóvátételi kötelezettséget kellett teljesíteni.

## A sztálinista diktatúra kiépülése (1945–1948)

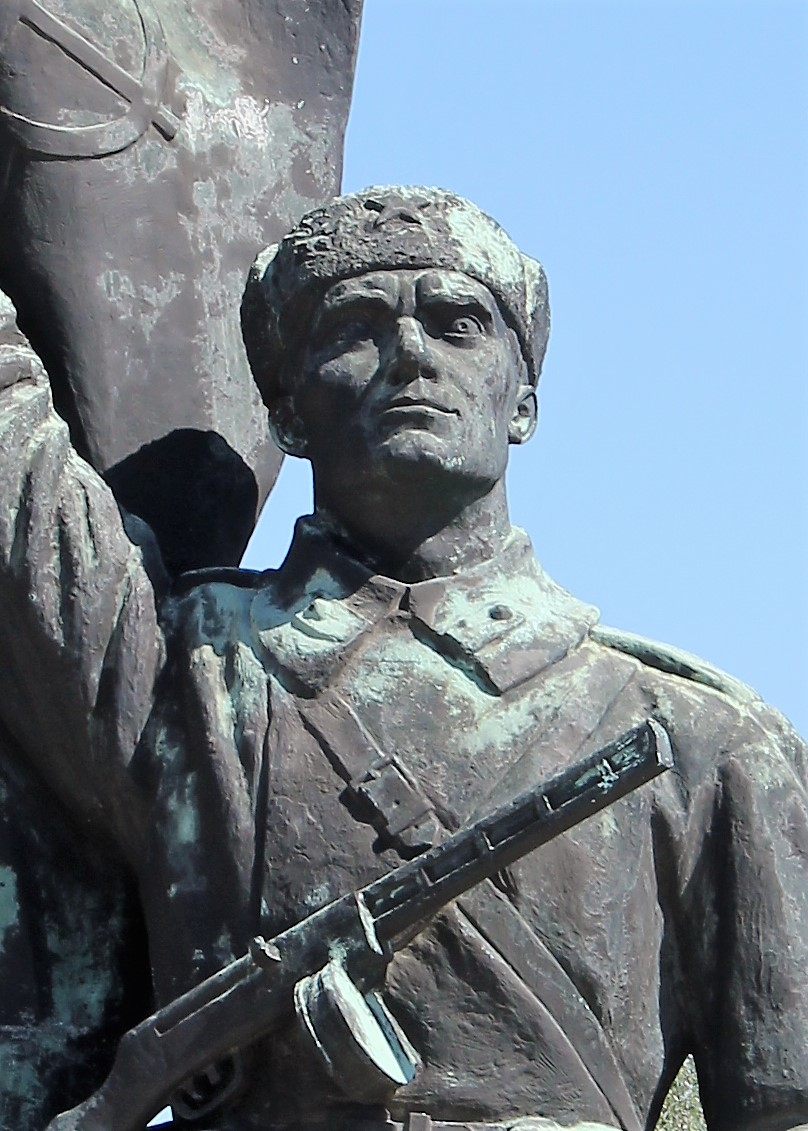
1945-ben az ország szovjet megszállás alá került

Magyarországot a második világháború végén a szovjet hadsereg foglalta el. Ezt követően a Szovjetunió európai megszállási övezetébe került, és az országban zajló politikai folyamatokat ettől kezdve az ellenőrzése alatt tartotta. A győztes hatalmak által országonként létrehozott Szövetséges Ellenőrző Bizottságot Magyarországon gyakorlatilag a szovjetek irányították, kiharcolták, hogy a szövetségesek abban csak konzultációs jogot kapjanak. Így Moszkva a későbbiekben a SZEB-en keresztül is beavatkozhatott a magyar választások szabályaiba, és magyar állampolgárokat tartóztathatott le a magyar hatóságok vagy a szövetségesek beleegyezése nélkül. A békeszerződések még nem köttettek meg, a szovjetek sem tudták, ki kell-e vonniuk csapataikat Magyarországról. A sztálini vezetés - a nyugati hatalmak nyomására - engedte egy többpárti parlamentáris demokratikus rendszer elindulását, de hozzálátott a közvéleményben alacsony támogatottságú Magyar Kommunista Pártot a hatalom megszerzéséhez és – a baloldali szociáldemokratákkal egyesülve Magyar Dolgozók Pártja (MDP) néven – a sztálinista típusú egypártrendszerű diktatúra bevezetéséhez, amely néhány év alatt, 1949-re teljesedett ki. 
1945-ben az ország szovjet megszállása után az addigi illegális kommunisták a szovjet hadvezetés támogatásával gyorsan elfoglalták a rendfenntartás pozícióit, a rendőrséget.
1945. november 4-én tartották a második világháború utáni Magyarországon az első demokratikus nemzetgyűlési választást, melyet a Független Kisgazdapárt nyert meg fölényesen (57%) a három baloldali párt előtt (17% szociáldemokraták, 17% kommunisták, 7% parasztpárt). Ennek ellenére a szovjetek kikényszerítették, hogy koalíciós kormány alakuljon, a miniszteri tárcákat ne a választás arányában osszák, a kommunista párté legyen a belügyi tárca, s náluk maradhasson a 45-től megszerzett fegyveres rendfenntartó testületek fölötti rendelkezés. Módszereik közé tartozott a politikai harc mellett a megfélemlítés, a lejáratás, koncepciós perek, emigrációba kényszerítés, esetenként az emberrablás, a fizikai megsemmisítés.
A politikai hatalom megszerzésének fontos lépése volt a magyar nép széles körű támogatását élvező Független Kisgazdapárt kiszorítása a hatalomból. Sztálin támogatásával Rákosiék a felszámolás egyik eszközeként a Kisgazdapárt elleni szalámitaktikát, azaz a kisgazda vezetés személyenkénti megtámadását és kiszorítását alkalmazták.     
A Magyar Közösség „leleplezése” lett az ürügye 1947-ben a legnagyobb kormánypárt, a Független Kisgazdapárt politikusai elleni hajszának. Ennek során Kovács Bélát február 25-én, az NKVD a mentelmi joga ellenére letartóztatta, a Szovjetunióba hurcolta, és kínzással terhelő vallomás tételére kényszerítette. Az események Nagy Ferenc miniszterelnök lemondásához és a kommunisták hatalomátvételéhez vezettek. Tagjai közül sokat két perben elítéltek, Donáth György képviselőt kivégezték. 
Ennek legfontosabb eszköze a Magyar Közösség "összeesküvésének leleplezése”, a kommunista párt által szervezett politikai leszámolási akció volt. Az akció valós alapját az adta, hogy a 40-es évekbeli Magyar Testvéri Közösség nemzeti konzervatív értelmiségi személyiségei magánlakásokon a szovjet befolyással szembeni fellépésről és a szovjet csapatok kivonulása utáni polgári rendszer megszervezéséről tartott megbeszéléseket. Rákosiék rendőrségi besúgókon keresztül hamar értesültek erről, és ügyes politikai taktikával a valójában jelentéktelen magánszervezkedést egy nagyszabású, az új, demokratikus köztársaság megdöntésére irányuló, „horthysta-fasiszta”, államellenes titkos összeesküvésként pozícionálták. Széles propaganda hadjáratot indítottak, és igyekeztek a kreált ügybe minél több kisgazda politikust belekeverni. és kikényszerítették a köztársaság-ellenes összeesküvés per (Magyar Közösség per) és hozzá kapcsolódó perek sorozatának lefolytatását. Ennek egyik első lépéseként 1947. február 25-én a szovjet felügyelő hatóságok Kovács Bélát, az FKGP főtitkárát jogellenesen, képviselői mentelmi jogát figyelmen kívül hagyva, letartóztatták „köztársaság-ellenes összeesküvés” vádjával, később a Szovjetunióba hurcolták. A kommunisták vezette rendőrség „nyomozásán” alapuló, kiszélesedő persorozat során mintegy 260 személyt tartóztattak le, illetve emigrációra kényszerítették a szovjet befolyásnak ellenállni igyekvő politikai vezetőket. Nagy Ferenc kisgazda miniszterelnök lemondásra kényszerült, és külföldre menekült. A persorozat egyértelművé tette a magyar értelmiség számára, hogy a polgári, többpártrendszeri, szovjetektől független politika lehetősége véget ért. A koalíciós pártokban nyomásgyakorlással elérték, hogy a kommunistákkal együttműködő - sokszor titkos kommunista - politikusok kerüljenek vezető pozícióba.
Az 1947-ben lezajló második, nyíltan manipulált, úgynevezett „kékcédulás választások” még nagyobb befolyáshoz juttatták a baloldali pártokat. A parlamenti ellenzéket, a polgári pártokat felszámolták. A korábbi vezetőitől megfosztott szociáldemokrata párt és a kommunista párt 1948-as egyesülése után létrejött egypártrendszer és totális kommunista diktatúra élén Rákosi Mátyás állt. 1947-ben bevezették a tervutasításos gazdálkodást. Az ország gazdasági kapcsolata fokozatosan erősödött a Szovjetunióval. 1949-ben alapító tagként lépett be a KGST-be.

## A Rákosi-korszak (1948-1956)

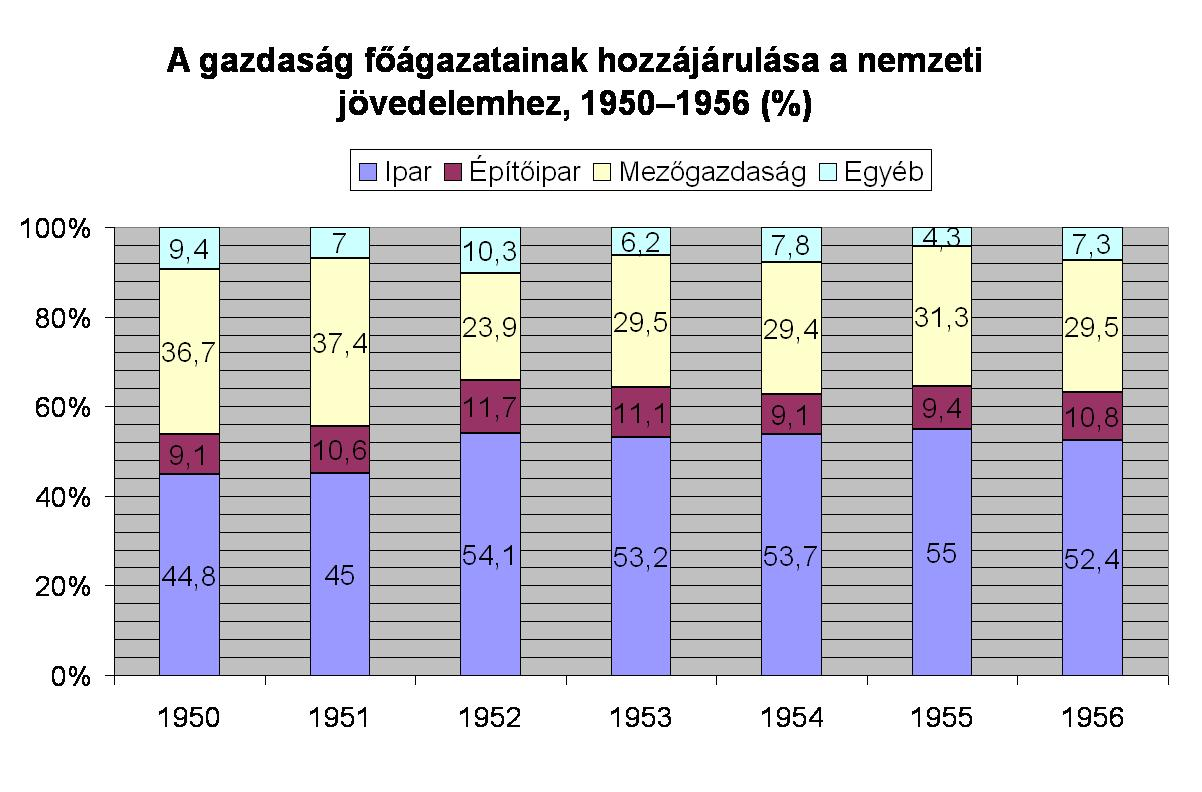
Magyarország gazdasági szerkezete 1950-1956 között

A Magyar Népköztársaság zászlaja (1949–1956)

A korszakra mind a párton belül, mind országosan a féktelen terror volt jellemző. Az időszakot az ÁVO, illetve a belőle önállósított ÁVH kegyetlenkedései, a koncepciós perek, az „osztályidegen elemek” gulagszerű táborokba történő deportálása, kivégzése, illetve a párton belüli ellenzék pusztítása jellemezte, amely Rákosi Mátyás és Sztálin személyi kultuszával, erőltetett kolhozosítással és a nehéz- valamint a hadiipar indokolatlan, aránytalan és gazdaságtalan fejlesztésével párosult, ami együttesen rövid úton nyomorba taszította a lakosságot.
40 ezren voltak rendőri őrizetben, illetve internálva, közel 13 ezer főt (két és fél ezer családot) kitelepítettek, kitiltottak Budapestről. 1950 és 1953 között 1 millió embert vontak ügyészi eljárás alá, minden második ellen vádat is emeltek. A rövidesen bekövetkező változások során hozott közkegyelmi rendelet 748 ezer embert érintett. [forrás?].
1953-ban meghalt Sztálin, és az új szovjet vezetés a miniszterelnöki tisztségről való lemondásra utasította Rákosi Mátyást, amely pozíció betöltésére a szövetkezetesítés ellenzése miatt 1949-ben a pártvezetésből kizárt agrárszakember, Nagy Imre került. Nagy Imre július 4-én bejelentette, hogy gazdaságpolitikai változtatásokat hajt végre, megszünteti a kuláklistákat, felszámolja a törvénytelenségeket és az internálótáborokat, valamint nagyobb szerepet szán az országgyűlésnek. Rákosi Mátyás pozíciói azonban még mindig erősek voltak, hiszen az ő emberei ültek az államigazgatásban és a pártszervezetekben, de egyelőre nem mert a Moszkva támogatását élvező miniszterelnök ellen támadni.

### Nagy Imre miniszterelnöksége (1953–1955)

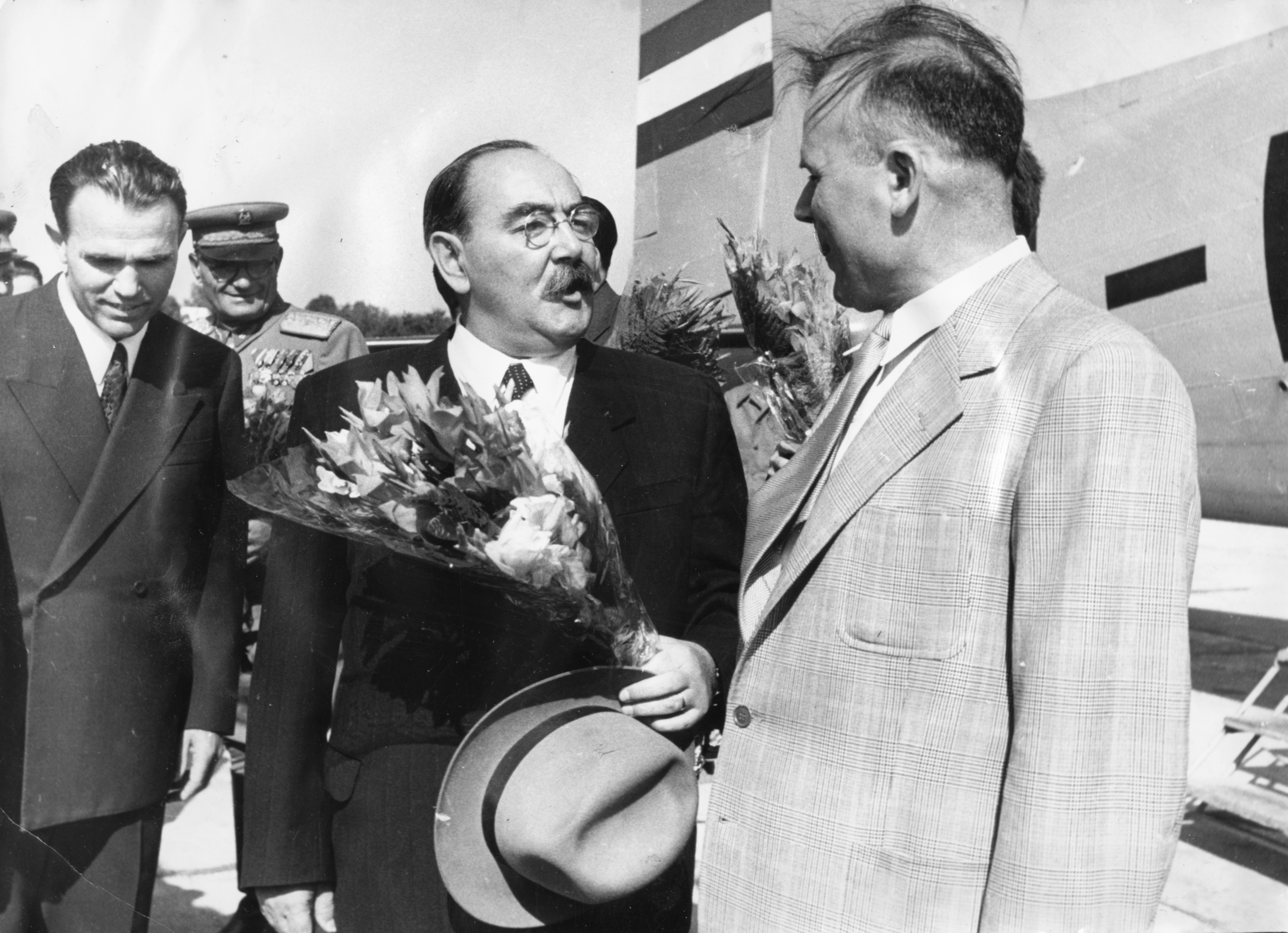
1953. június, középen Nagy Imre Moszkvából történő hazaérkezésekor

A kommunista Nagy Imre reformelképzelései első lépéseként amnesztiát hirdetett, októberben pedig ígéretéhez híven felszámolta az internálótáborokat, véget vetett az ÁVH önállóságának, a könnyű- és élelmiszeripar javára módosított a támogatások rendszerén, a parasztságot sújtó terheket mérsékelte, béremeléseket és árcsökkentéseket hajtott végre. Az életszínvonal érezhetően emelkedni kezdett. A gazdaság konszolidációját a Szovjetunió felé fennállott jóvátételi kötelezettség lejárta is segítette.
Faludy György életrajzi regényében a recski internálótáborban az ávós őrnagy beszéde jellemzi az 1953. szeptemberi szabadon bocsátások légkörét: "„A Magyar Népköztársaság nevében bocsánatot kérek öntől azért az igazságtalanságért, jogtalanságért és méltatlanságért, melyet el kellett szenvednie. …figyelmeztetett, hogy a törvény hatévi fegyházbüntetést ír elő, amennyiben rabságunk körülményeiről, helyéről, okairól akár bármit is elárultunk. Azzal a jó tanáccsal szolgálhat, hogy a kérdezősködőket jelentsük fel, közvetlen hozzátartozóinknak pedig mondjuk, hogy tanulmányúton voltunk a Szovjetunióban.”"
A törvénytelenségek feltárását 1954 májusáig akadályozta meg a Rákosi-féle holdudvar, amikor is maga Hruscsov emelte fel szavát a miniszterelnök mellett. A felállított Különleges Tanács 300 politikai elítélt ügyét vizsgálta felül, köztük Kádár Jánosét és Losonczy Gézáét. Ekkorra Rákosi vonala már pártberkekben is meggyengült: 1954 októberében Nagy Imre mellé állt a központi vezetőség nagyja, amit a miniszterelnök további újításokra használt fel: közgazdászokkal az értékarányos árak megszabására és a világpiachoz való alkalmazkodásra buzdító tervezetet dolgoztatott ki, illetve a Magyar Függetlenségi Népfrontot átszervezte Hazafias Népfronttá azzal a céllal, hogy a kommunista báb helyett szabad fórummá váljon. A demokratizálódó közélet jeleként a reformokat támogató baloldali értelmiségiekből újjáalakulhatott a hosszú ideig betiltott Petőfi Kör, amely a továbbiakban nagy társadalmi befolyásra tett szert az országban.

### Kísérlet a visszarendeződésre (1955–1956)
A gazdasági reformokra azonban már nem jutott idő, ugyanis Rákosi ügyesen kihasználva az NSZK NATO-taggá válását követő szovjet külpolitikai váltást, elérte hogy 1955 januárjában Moszkvába rendeljék riválisát, ahol Nagy Imre általános megrökönyödésre nem volt hajlandó önkritikát gyakorolni. Ettől függetlenül a márciusi KV-ülés elmarasztalta a miniszterelnököt, akitől tavasszal minden tisztséget elvettek, sőt év végén még MDP-tagságát is megszüntették.
A miniszterelnök Hegedüs András lett, Rákosi híve, azonban az enyhülés légköréhez szokott közélet – elsősorban az értelmiségi Petőfi Kör – és a kiszabadult párton belüli belső ellenzék miatt nem lehetett visszasztálinizálni az országot.
Rákosi helyzetét az is nehezítette, hogy Hruscsov békülni kezdett Titóval, amivel a Rajk-per jogosultságát kérdőjelezte meg, és az, hogy az SZKP XX. kongresszusa 1956 februárjában elítélte a sztálinista diktatúrát. Márciusban Rákosi beismerte, hogy Rajk László ügye provokáción alapult, és az ÁVH letartóztatott vezetőire hárított minden felelősséget. Májusban már be kellett ismernie, hogy neki is szerepe volt a bűnök elkövetésében, egyúttal az ellenállást a Petőfi Kör betiltásával próbálta letörni, ám hiába: az MDP KV ülésére érkező Anasztasz Mikojan közölte Rákosival, hogy le kell mondania párttitkári tisztségéről, amit ő meg is tett. Utóda a szintén sztálini vonalat követő Gerő Ernő lett, vagyis lényegi változás nem történt.